# Marion Zoller
Marion Zoller (* 8. Januar 1968 in München) ist eine ehemalige deutsche Schwimmerin und Olympiateilnehmerin. Die 1,77 m große und 64 kg schwere Athletin startete für den SV Schwäbisch Gmünd, im November 1991 wechselte sie zur SG Hamburg.
Zoller konnte sich mehrfach bei Deutschen Meisterschaften platzieren:
- 50 m Rücken: 1987 und 1989 jeweils Vizemeisterin
- 100 m Rücken: 1987 und 1989 jeweils dritter Platz
- 200 m Rücken: 1988 und 1992 Vizemeisterin, 1989 Meisterin

Ihren größten Erfolg feierte sie bei den Europameisterschaften 1991 in Athen, wo sie in 2:17,43 min die Bronzemedaille über 200 m Lagen hinter ihrer Landsmännin Daniela Hunger (Gold in 2:15,53 min) und der Rumänin Beatrice Coadă (Silber in 2:16:68 min) gewann.
Bei den Olympischen Spielen 1992 in Barcelona startete sie über 200 m Rücken und kam in der Gesamtwertung auf den neunten Platz. Ihre Zeit als Siegerin des B-Finales: 2:13,77 min.
Marion Zoller ist verheiratet und trägt heute den Namen Wolters. Ihre Tochter Maxine wurde ebenfalls Schwimmerin.